# 280-мм мортира Шнейдера образца 1914/15 годов
280-мм мортира системы Шнейдера образца 1914/15 гг. (фр. Mortier de 280 modèle 1914 Schneider) — орудие особой мощности, применявшееся в Первой и Второй мировой войнах. Использовалось французской и русской армиями в Первой мировой войне. Затем также применялось армией Польши, РККА, а впоследствии захваченные немцами во время польской и французской кампаний орудия применялись в Вермахте под обозначением 28 cm Mrs. 601 (f), в частности, под Ленинградом.

## В армии России
В Русской армии она была первоначально принята на вооружение под названием «11-дюймовая осадная мортира обр. 1912 г.». Впрочем, это название не прижилось. В годы войны мортиры называли по двум вариантам: обр. 1914 г. и обр. 1915 г. После опытов на острове Березань мортира Шнейдера была выбрана для вооружения (хотя у 280-мм мортир Круппа и Эркхарта были более высокие показатели точности, транспортабельности и живучести).
В 1913 году Военное ведомство заключило с фирмой Шнейдера контракт на изготовление 16 мортир с предъявлением первой к 1 апреля 1915 года, а затем по две мортиры ежемесячно. Война задержала сдачу этих систем, кроме того, французское правительство обязало завод Шнейдера изготавливать такие же мортиры и для французской армии, поэтому была установлена очередь сдачи их по четыре мортиры русским и французам. В итоге в ТАОН попало 26 мортир.

## В РККА
К концу 1921 года в ТАОНе РККА состояло десять 280-мм мортир Шнейдера, а на 1 января 1933 года уже 20 (за счёт восстановления пришедших в негодность мортир). На 1 ноября 1936 года в РККА имелась 21 мортира, из которых пять требовали капитального ремонта.
Во время советско-финской войны в составе Северо-западного фронта был 315-й отдельный артиллерийский дивизион особой мощности, на вооружении которого состояло шесть 280-мм мортир Шнейдера. Все они прошли ремонт на заводе «Большевик» в 1927—1928 годах. При движении к фронту по плохим дорогам две трети повозок вышли из строя. Кроме того, в боевых действиях участвовали 34-й и 316-й ОАД БМ, в составе которых было по шесть 280-мм мортир Шнейдера. Только за один день, 18 декабря 1939 года, 316-й ОАД БМ выпустил по 60 выстрелов на мортиру. На начальном этапе войны общевойсковые начальники не понимали значения 280-мм мортир и отдавали команды на беглый огонь из них или на ведение ночного беспокоящего огня по дорогам.  
На 1 января 1941 года на балансе ГАУ КА состояло 25 мортир, из которых 3 требовали текущего ремонта и 3 заводского. 
К июню 1941 года РККА имела на вооружении 25 орудий этой системы. 
На 1 июня 1941 года 3 мортиры числились в ЛВО, 11 в КОВО, 6 в ОдВО и 4 на базах и складах. 9 из них были потеряны в начале войны. 

## Изображения

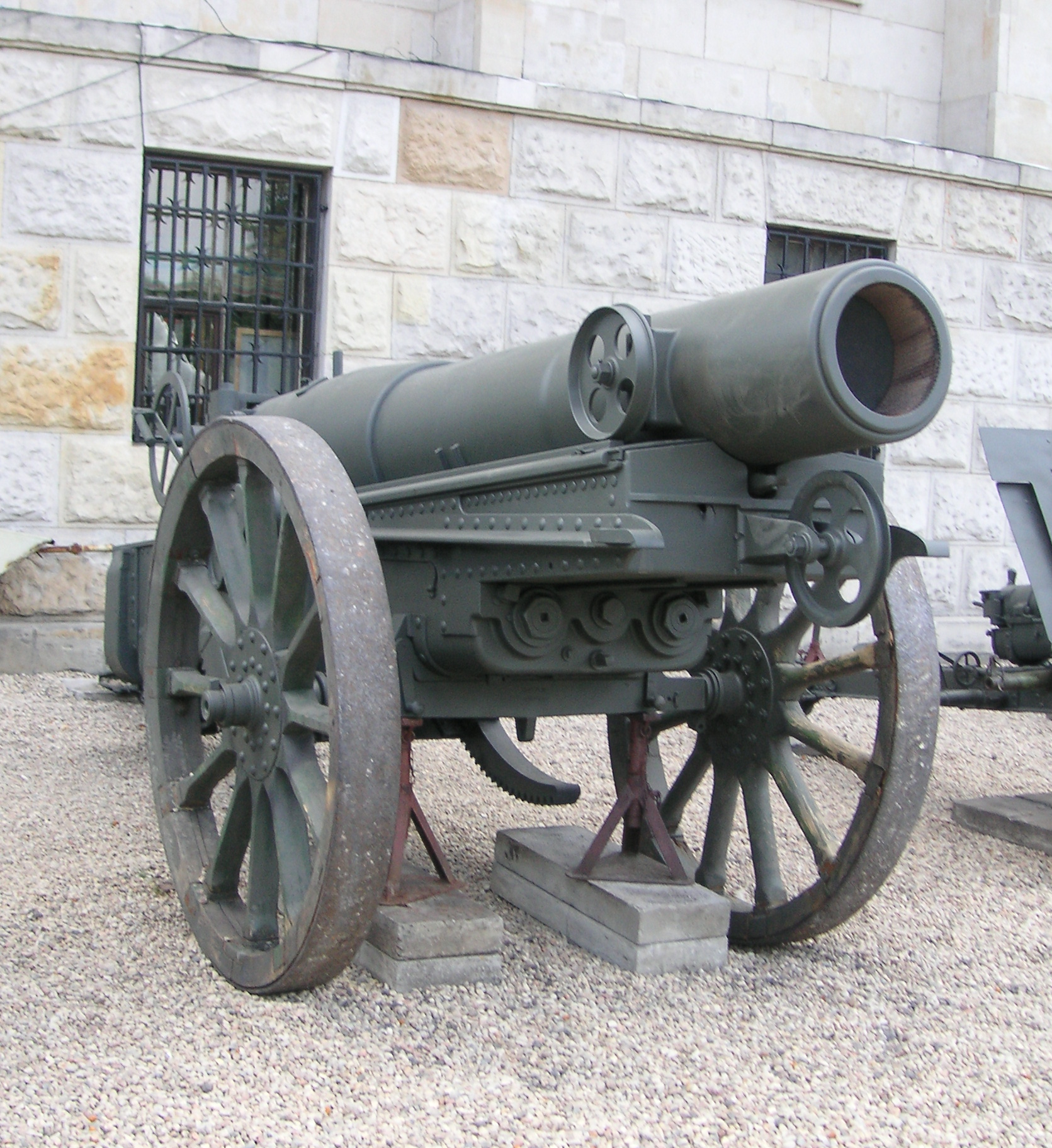
Орудие в походном положении в варшавском музее
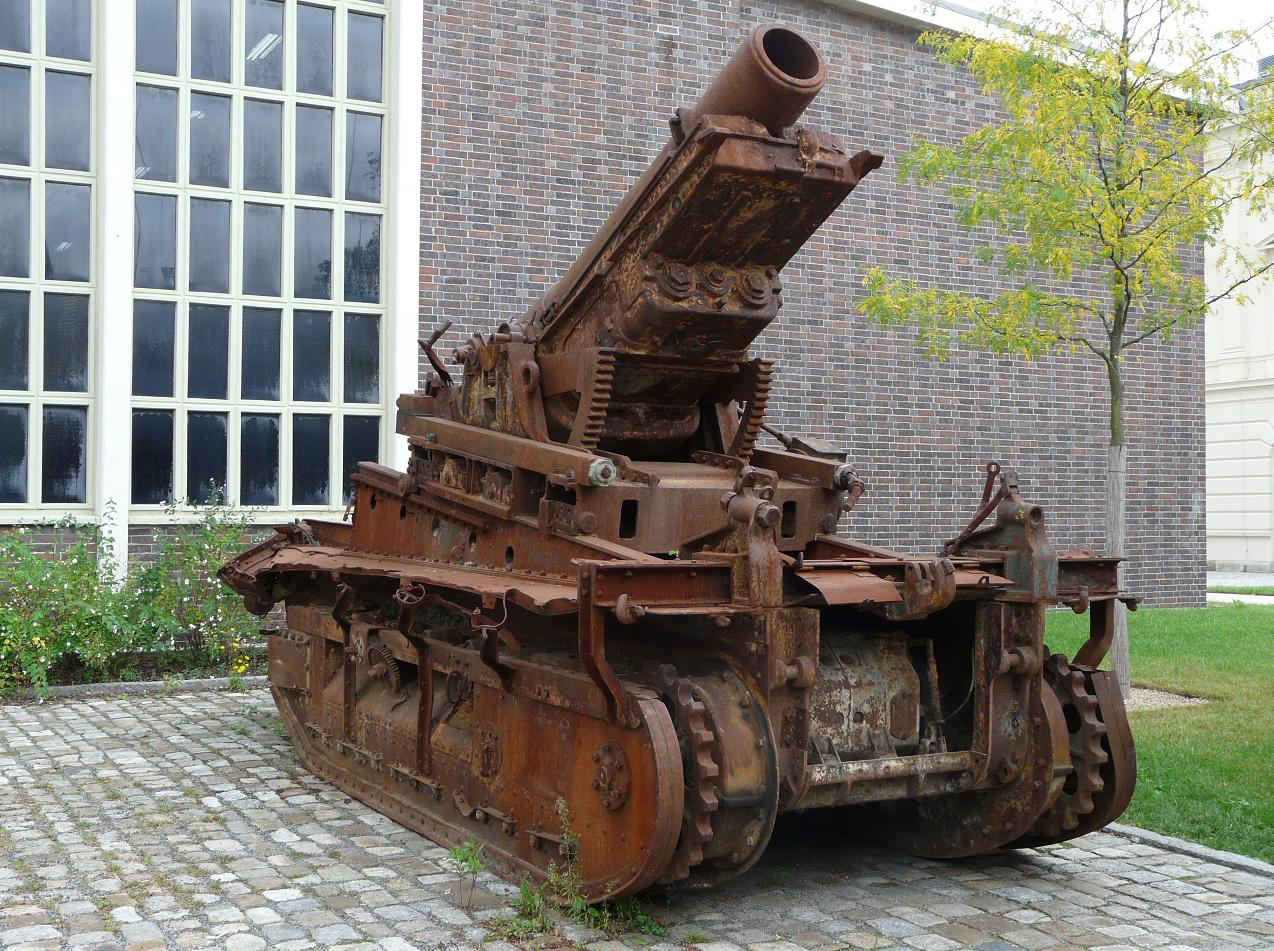
Самоходная версия на шасси Сен-Шамон в дрезденском музее